# Papelera Española
Papelera Española va ser una empresa espanyola fundada en 1901 per Nicolás María de Urgoiti i Rafael Picavea Leguía, a partir de la fusió de prop de deu empreses. Va tenir la seva seu a la ciutat biscaïna de Bilbao. Va controlar el mercat del paper al país durant bona part del segle xx, fins al punt d'exercir-ne un monopoli. Per aquest motiu, Urogiti i la seva empresa van ser el blanc de nombroses crítiques per part dels seus competidors, especialment al món de la premsa.

## Història
Els primers anys del negoci van ser econòmicament complicats, especialment entre 1902 i 1908. Cap a 1907 l'empresa disposava de 14.000 treballadors i les seves fàbriques disposaven d'una potència de 12.000 cavalls de vapor. En 1902 la producció anual de paper va ser de 21,1 tones i els guanys de Paperera Española van ser d'1.143.000 pessetes. En 1929 la producció anual havia augmentat fins a gairebé 60 tones i els guanys s'havien multiplicat, aconseguint els 8.022.000 pessetes.
L'empresa va arribar a exercir un quasi monopoli sobre el mercat del paper, i en certa manera, va comptar amb la protecció de l'Estat, que solia fixar uns forts aranzels per al paper que s'importava des de l'estranger. Al començament de la dècada de 1920 aquesta situació havia portat a l'empresa paperera a guanyar-se nombrosos enemics.
No obstant això, els negocis de la Paperera Española van ser més enllà de la producció i el comerç del paper, diversificant les seves operacions. En 1913 la Paperera Española va participar en la constitució de la companyia Prensa Gráfica, que seria propietària d'importants publicacions il·lustrades com Mundo Gráfico, Nuevo Mundo o La Esfera. Posteriorment Urgoiti va posar en marxa els seus dos propis periòdics, El Sol i La Voz, per competir amb els principals diaris de l'època, i anys després —en 1924— va crear la seva pròpia agència de notícies, Febus. El servei de notícies de Febus va arribar a ser un dels més importants d'Espanya, en part perquè els diaris que tenien problemes per pagar l'adquisició de paper a la seva matriu —la Paperera Española—, a canvi, solien estar subscrits al servei ofert per Febus. En 1918 Urgoiti va engegar l'Editorial Calpe, amb el que també va entrar en el negoci editorial. Calpe s'uniria amb l'editorial Espasa en 1925, donant lloc a una poderosa editorial.
Cap a 1935 el capital social de la Paperera Espanola era d'uns tres-cents milions de pessetes de l'època.